# Канторкова, Мириам
Мириам Канторкова (чеш. Miriam Kantorková; 13 марта 1935, Прага) — чешская и чехословацкая актриса

 театра, кино и телевидения, певица

, радиоведущая.

## Биография
Родилась в семье медиков. С детства выступала в детских ролях на радио. Позже, обучалась пению и игре на фортепиано в Пражской консерватории. Затем несколько лет преподавала музыку. Во время учёбы играла на театральной сцене. После окончания консерватории несколько лет преподавала музыку, затем стала актрисой и певицей Армейского художественного ансамбля.
Окончила Театральный факультет Академии музыкальных искусств в Праге (DAMU). Приняла участие в создании Поэтического кафе «Виола» (ныне Театр «Виола»), играла в Театре «Na zábradlí» и Театре Э. Ф. Буриана, где работала до его закрытия в 1994 году. Ныне выступает в качестве приглашённой артистки в различных театральных коллективов.
За свою карьеру сыграла около 105 ролей в кино и на телевидении.

## Избранная фильмография
- 2013—2014 — Проклятье любви
- 1999 — Улыбка клоуна
- 1997 — Лучшие годы — псу под хвост — бабушка Вера
- 1993 — Арабелла возвращается, или Румбурак Король сказки
- 1990 — Царская охота — Морелли
- 1989 — Чёрный овраг
- 1989 — Время слуг / Cas sluhu — мать Любуша
- 1987 — Мах.
- 1984 — Продавец юмора
- 1981 — Предприимчивая — Эва
- 1974—1979 — Тридцать случаев майора Земана
- 1974 — Трое невиновных
- 1973 — Попытка убийства — Влахова
- 1972 — Золотая свадьба
- 1971 — Девушка на метле
- 1970 — Катерина и её дети — Дроздова
- 1969 — Молот ведьм
- 1967 — Возраст Христа — Марта
- 1966 — Романс для кларнета — Тонка
- 1959 — Конец пути эпизод
- 1957 — Школа отцов — учительница